# Elecciones generales de Bolivia de 1989
Las elecciones presidenciales bolivianas de 1989 se realizaron el domingo 7 de mayo de 1989. Como ningún candidato obtuvo más de la mitad de los votos, correspondió al Congreso Nacional designar al presidente entre los tres candidatos más votados, siendo elegido Jaime Paz Zamora.

## Sistema electoral

### El padrón electoral
Algunos factores continuaron tal como en la elección de 1985: la definición de quiénes podían votar y ser elegidos, el tamaño de las circunscripciones, el uso de la lista cerrada y bloqueada adosada a la elección de presidente y vicepresidente. En septiembre de 1988 se abrió el padrón electoral y los ciudadanos podían inscribirse con cédula de identidad o libreta de servicio militar. Además, mediante la Ley N° 1037, promulgada el 17 de diciembre de 1988, se estableció que el certificado de bautismo (para los ciudadanos nacidos antes de 1940) y el certificado de nacimiento también eran documentos válidos para la inscripción. Pocas semanas antes, el 28 de noviembre de 1988, el Ministerio del Interior, Migración y Justicia creó oficiales móviles de Registro Civil, con la atribución de otorgar certificados de nacimiento. Políticos opositores denunciaron que estos certificados y también las cédulas de identidad entregadas se usarían para realizar un fraude electoral a favor del Movimiento Nacionalista Revolucionario (MNR). A pesar de las denuncias se pudo evidenciar que el padrón de 1989 (2.137.285 ciudadanos inscritos) no difirió notablemente del utilizado en 1985 (2.108.440 ciudadanos) (CNE 1989: 9-10).

#### Fórmula electoral en 1989
La normativa vigente para la elección de senadores en la elección de 1985 se mantuvo para el proceso de 1989. Para la asignación de diputaciones se impuso el uso del “doble cociente”, que había sido empleado en las primeras elecciones después de la Revolución Nacional.

### Candidatos y resultados
En 1989 hubo 10 candidaturas. La conformación de los binomios no mostró explícitamente un hecho que se haría patente en las negociaciones postelectorales: la constatación de que podían salvarse las distancias ideológicas en pos de acuerdos para llegar al gobierno. Se presentaron por primera vez en elecciones generales las candidaturas llamadas “neopopulistas”. Carlos Palenque de Conciencia de Patria (CONDEPA). Por otro lado, el único líder sobreviviente del período de la Revolución Nacional era Walter Guevara, cuya presencia en la fórmula del MNR establecía el vínculo entre esa generación histórica y la nueva, encarnada en Gonzalo Sánchez de Lozada.

## División electoral
Para esta elección se mantuvo la regla presente desde las elecciones de 1979, en las que cada departamento elegiría tres senadores. Con respecto a la Cámara de Diputados, la distribución de escaños se mantuvo con respecto a las elecciones de 1980, quedando de la siguiente manera:
| Departamento | Senadores | Diputados |
| ------------ | --------- | --------- |
| Chuquisaca   | 3         | 13        |
| La Paz       | 3         | 28        |
| Cochabamba   | 3         | 18        |
| Oruro        | 3         | 10        |
| Potosí       | 3         | 19        |
| Tarija       | 3         | 9         |
| Santa Cruz   | 3         | 17        |
| Beni         | 3         | 9         |
| Pando        | 3         | 7         |
| Total        | 27        | 130       |

## Resultados[2]
El proceso electoral de 1989 se ensombreció por una serie de denuncias contra algunos miembros de la Corte Nacional Electoral, a quienes popularmente se denominó: “la banda de los cuatro”. La anulación de mesas —posible de acuerdo con la legislación entonces vigente— determinó cambios en la conformación del parlamento. Esto fue particularmente claro en el departamento de Oruro, donde, tras la anulación de 30 actas, una diferencia de 41 votos —entre ADN y el MNR— determinó la asignación de una senaduría. El total oficial de votos anulados fue de 115.030 (no es igual a la suma de votos anulados por partido, que llega a 115.038, ni contempla votos no válidos de las actas anuladas; además, se reconocen votos anulados a partidos que no participaron). El partido más afectado en términos absolutos fue el MNR (31.638 votos, 8,7% de su votación nacional, frente a 27.888 de ADN y 22.901 del MIR). El partido relativamente más afectado fue el MIN (los 2.760 votos anulados significaron 28,5% de su votación total).
Con estos resultados, el dirigente mirista Óscar Eíd afirmó que su partido era “tercero formal pero segundo real” y que había un “triple empate”. Luego mucha discusión, la Acción Democrática Nacionalista (ADN) y el Movimiento de Izquierda Revolucionaria (MIR) decidieron establecer el Acuerdo Patriótico, pacto a partir del cual se definió que Jaime Paz Zamora del Movimiento de Izquierda Revolucionaria (MIR) (tercero en la votación popular) y Luis Ossio (candidato a vicepresidente de Acción Democrática Nacionalista (ADN)  que obtuvo el segundo lugar) ocupen los principales cargos del país en la elección de segundo grado en el Congreso.
La muy cuestionada actuación de la “banda de los cuatro” estuvo en los argumentos que promovieron la reforma electoral a la que arribaría un acuerdo de los principales partidos nacionales en febrero de 1991 y se estrenaría efectivamente en las elecciones municipales de diciembre de ese año. La demanda de cortes imparciales, compartida por la población y por algunos sectores políticos, derivó en la institucionalización de la Corte Nacional Electoral, que desde entonces está conformada por ciudadanos sin filiación partidaria.
Los acuerdos políticos también llevaron a la reforma de la Constitución Política del Estado, reduciendo el número de aspirantes a la presidencia en la elección en el Congreso a las dos fórmulas con mayor votación popular (evitando en lo posterior que el tercero llegue a la presidencia y que se nombre presidente y vicepresidente a candidatos de diferentes binomios) y estableciendo un límite de tres intentos de votación (al llegar al cual se otorgaría la presidencia al que hubiera obtenido la primera mayoría en las urnas).

El proceso electoral de 1989 consolidó los elementos instrumentales de la democracia pactada (la distribución de cargos) y agrupó rasgos que en lo posterior fueron rechazados por los acuerdos políticos: el doble cociente, la actuación discrecional de las Cortes Electorales, la elección del tercero como presidente.
|                         |                                                                    |                                                      |           |        |           |           |
| Candidatos              | Candidatos                                                         | Partido                                              | Votos     | %      | Diputados | Senadores |
|                         | Gonzalo Sánchez de Lozada y Sánchez Bustamante Walter Guevara Arze | Movimiento Nacionalista Revolucionario               | 363 113   | 25,65  | 40        | 9         |
|                         | Hugo Banzer Suárez Luis Ossio Sanjinés                             | ADN / PDC                                            | 357 298   | 25,24  | 38        | 8         |
|                         | Jaime Paz Zamora Gustavo Fernández Saavedra                        | Movimiento de Izquierda Revolucionaria               | 309 033   | 21,83  | 33        | 8         |
|                         | Carlos Palenque Avilés Jorge Escobari Cusicanqui                   | Conciencia de Patria                                 | 173 459   | 12,25  | 9         | 2         |
|                         | Antonio Araníbar Quiroga Wálter Delgadillo Terceros                | Izquierda Unida                                      | 113 509   | 8,02   | 10        |           |
|                         | Roger Cortéz Hurtado Jerjes Justiniano Talavera                    | Partido Socialista-1                                 | 39 763    | 2,81   |           |           |
|                         | Víctor Hugo Cárdenas Emmo Emigdio Valeriano Thola                  | Movimiento Revolucionario Túpac Katari de Liberación | 30 286    | 1,62   |           |           |
|                         | Genaro Flores Santos Hermógenes Bazualdo García                    | Frente Unido de Liberación Katarista                 | 16 416    | 1,16   |           |           |
|                         | Rommel Pantoja Pantoja Waldo Cerruto Calderón de la Barca          | Falange Socialista Boliviana                         | 10 608    | 0,75   |           |           |
|                         | Luis Sandoval Morón Óscar García Suárez                            | Movimiento de Izquierda Nacional                     | 9687      | 0,68   |           |           |
| Votos válidos           | Votos válidos                                                      | Votos válidos                                        | 1 415 869 | 66,27  |           |           |
| Votos en blanco         | Votos en blanco                                                    | Votos en blanco                                      | 68 626    | 4,36   |           |           |
| Votos nulos             | Votos nulos                                                        | Votos nulos                                          | 89 295    | 5,67   |           |           |
| Total de votos emitidos | Total de votos emitidos                                            | Total de votos emitidos                              | 1 573 790 | 73,66  | 130       | 27        |
| Inscritos               | Inscritos                                                          | Inscritos                                            | 2 136 560 | 100,00 |           |           |
| Abstención              | Abstención                                                         | Abstención                                           | 562 770   | 26,34  |           |           |
| Fuente: Fuente: Nohlen. |                                                                    |                                                      |           |        |           |           |

### Votación del Congreso
El 5 de agosto de 1989 el Congreso Pleno se reunió para elegir al Presidente de la República, al no existir mayoría absoluta de ningún candidato en las urnas. El MIR de Jaime Paz Zamora fue apoyado por la Acción Democrática Nacionalista y Conciencia de Patria, mientras que el MNR de Sánchez de Lozada no fue apoyado por ningún otro partido. La Izquierda Unida se abstuvo en la votación.
| Candidato                            | Candidato                            | Partido                              | Votos | %    |
| ------------------------------------ | ------------------------------------ | ------------------------------------ | ----- | ---- |
|                                      | Jaime Paz Zamora                     | MIR-ADN-CONDEPA                      | 97    | 66,0 |
|                                      | Gonzalo Sánchez de Lozada            | MNR                                  | 50    | 34,0 |
| Votos en blanco y nulos              | Votos en blanco y nulos              | Votos en blanco y nulos              | 0     | –    |
| Total                                | Total                                | Total                                | 147   | 100  |
| Votantes registrados / Participación | Votantes registrados / Participación | Votantes registrados / Participación | 157   | 93,6 |
| Source: Morales.                     |                                      |                                      |       |      |